# Manuel Abello
Manuel G. Abello sr. (Manilla, 14 oktober 1934 - 22 oktober 2002) was een Filipijns advocaat en oprichter en partner van een van de meeste prominente advocatenkantoren in de Filipijnen, ACCRALAW. 

## Biografie
Manuel Abello werd geboren op 14 oktober 1934 in de Filipijnse hoofdstad Manilla. Zijn ouders waren en Elisa F. Gutierrez en Emilio Abello. Hij behaalde in 1954 een Bachelor of Arts-diploma aan Georgetown University. In 1958 voltooide Abello een Bachelor-opleiding rechten aan de University of the Philippines en het jaar erop rondde hij tevens zijn Master-opleiding rechten af aan Harvard in de Verenigde Staten. In juli van datzelfde jaar slaagde Abello ook als beste van zijn jaar voor het toelatingsexamen (bar exam) van de Filipijnse balie.
Na zijn afstuderen was Abello werkzaam als advocaat in het bedrijfsrecht, waarin hij zich ontwikkelde tot een van de meeste vooraanstaande advocaten van de Filipijnen. In mei 1972 richtte hij samen met Edgardo Angara een advocatenkantoor op. Kort daarna werden ook Teodoro Regala, Jose C. Concepcion en Avelino Cruz partners binnen het kantoor, dat in eerste instantie bekend stond als Angara, Abello, Concepcion, Regala & Cruz Law Firm. In de loop der jaren groeide het kantoor uit tot een van de meeste prestigieuze advocatenkantoren van de Filipijnen, dat tegenwoordig bekend staat als ACCRALAW. 
Abello overleed in 2002 op 68-jarige leeftijd. Hij was getrouwd met Maria Elsa Ricafort en samen kregen ze vijf kinderen.